# Paola Delfín
Paola Delfín Gaytán (Ciudad de México, 1989) es una pintora y muralista autodidacta mexicana perteneciente a la generación del post-grafiti, corriente del arte urbano que se caracteriza por el uso de diversas técnicas (plantillas, pósteres, pegatinas, murales, grafitis...). Su trabajo se puede encontrar en ciudades de México, Alemania, China, Reino Unido, Holanda, Polonia, España, Italia, Ucrania, Rumania, Puerto Rico, Perú, Colombia y Cuba.

## Formación
Desde niña mostró habilidades para el dibujo. Cuenta con estudios de diseño gráfico  y pintura, técnica para la cual tomó clases y cursos en instituciones como la Academia de San Carlos.

Identificada con el tema figurativo y de la mujer, su obra se ha centrado en la figura femenina, rostros y elementos relacionados con la naturaleza tanto en lienzo como en pared. Cynthia Arvide, autora del libro Somos Muros.Los nuevos muralistas mexicanos explica que: 
A menudo se basa en fotografías de personas con las que ha convivido para plasmarlas y utiliza formas orgánicas que integra sutilmente. 
Con influencias de la ilustración gráfica, ha experimentado con diferentes técnicas y formatos, particularmente la pintura acrílica y la tinta.

## Inicios y exposiciones
Formó parte del colectivo Cartel Collective con el que colaboró en proyectos y exposiciones. Su interés por el gran formato la llevó a encontrar en los murales el medio ideal para transmitir un mensaje y propiciar una interacción entre la audiencia y su obra que invite a la reflexión.
En 2012 realizó su primer mural en el Museo del Juguete Antiguo Mexicano con el apoyo de la organización Cultura Colectiva y el Foro Cultural MUJAM.
A principios del 2013 presentó la exposición Metamorphosis en la tienda conceptual Common People en Polanco, Ciudad de México, en la que el eje fue la figura femenina y el uso versátil del color.
Ha trabajado en proyectos comisionados por marcas como Sharpie México, Converse y Nike para la Casa Nike Women México y en la campaña Juntas imparables al lado de las artistas Hilda Palafox, Andonella, Lourdes Villagómez y Mónica Loya para crear una serie de murales en la colonia Roma, además de eventos como Mercedes Benz Fashion Week.
En 2014 la galería Open Walls en Berlín, Alemania albergó su exposición individual Engrane en la que abordó el tema del tiempo y exploró nuevos colores y técnicas en la que aparecen mujeres llenas de formas como si fueran unas máquinas.
En ese mismo año participó en la exposición colectiva En Concreto que ocupó los muros de la Pinacoteca del Museo Diego Rivera Anahuacalli. 
Del 20 de mayo al 1 de julio de 2016 en Montana Gallery Barcelona presentó su primera exposición en Barcelona, España bajo el título Raíces, en la que explora el origen de la vida y su conexión con la tierra. 
En 2018 realizó un mural en Mount Longhu  o Dragon Tiger Mountain, en la provincia de Jiangxi, China, en el que tomó elementos del sitio para plasmar a una joven que flota sobre un río en medio de las montañas.

## Obra con compromiso social
En abril de 2016 participó en el programa Conect-Arte, iniciativa lanzada por el Programa Mundial de Alimentos (PMA) de la Organización de las Naciones Unidas (ONU) que reunió a artistas, provenientes de Brasil, Australia, Ecuador, México, Nueva York y Nueva Jersey para compartir y enseñar pintura, arte, y hablar sobre cómo se puede construir una comunidad con 45 adolescentes y niños de San Salvador y realizó el mural titulado Tú eres yo¨/ ¨You are me”.
En 2016, realizó el mural titulado Shelter (Refugio), --el más grande hasta el momento de su carrera--, en un edificio de 40 metros de alto ubicado en la ciudad de Kiev, capital de Ucrania, a través de la iniciativa Art United Us, proyecto internacional que colabora a través de medios artísticos y creativos con comunidades para aumentar la conciencia pública y la atención al problema de la guerra, la agresión y la violencia, y que reúne a 200 artistas  del arte mural provenientes de diferentes países.
En 2017 como resultado de su participación en el proyecto The RAW Project, pintó el mural The dream en la escuela Eagelton Elementary, en el cual habla sobre la empatía, la unión y no permitir que el miedo y el odio nos separe como humanidad. 
The RAW Proyect reúne a una coalición de organizaciones sin fines de lucro, organizaciones y para aportar color e inspiración a los muros de escuelas con el propósito de reflexionar sobre la importancia de promover  la educación artística en las escuelas estadounidenses.

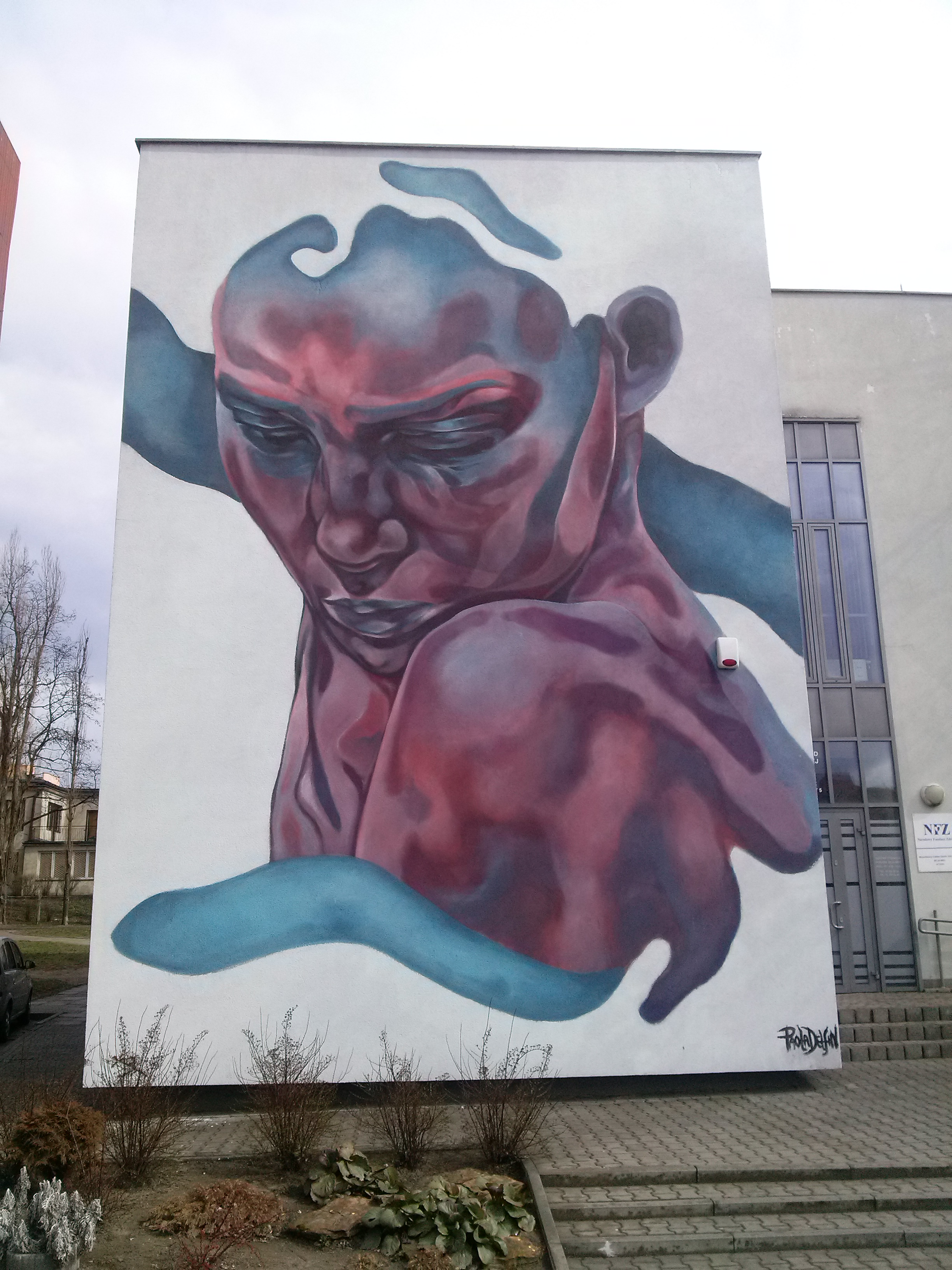
Mural de Paola Delfín en Polonia

Como parte de esta misma iniciativa, en 2018 elaboró el mural Juntos/ Together en Denver, Colorado, Estados Unidos en la escuela Cheltenham Elementary, que cuenta con una amplia población estudiantil de origen latino, en su mayoría mexicano. 
Entre marzo y abril de 2018 pintó el lado norte de la cúpula de El Centro Educativo y Cultural del Estado de Querétaro (CECEQ) Manuel Gómez Morín como parte del programa SeaWalls: Artists for Oceans de la Fundación Pangeaseed, producida por Nueve Arte Urbano, plataforma artística con sede en la ciudad de Santiago de Querétaro, México, que mediante el arte urbano, busca la regeneración, dignificación y resignificación de los espacios públicos y los símbolos de identidad cultural en México y el mundo.
En este mural titulado Water i one/Mextonia part. 2 aparece la deidad zapoteca de la lluvia Pitao Cocijo, dios de Monte Albán, de cuya boca corre una cascada de vida. 

## Participación en Festivales de Arte Urbano
En 2014 en el marco de Centropolis Art Festival en 2014 en el estado de Chihuahua, México elaboró el mural Susana en el que se observa a una mujer dormida.
En 2016 participó en el International Art Street Festival Timisoara - FIS Art organizado en colaboración con el Departamento de Diseño de la Facultad de Artes de West University of Timișoara, en Rumania.
En 2017 como parte de la cuarta edición del Festival de Arte Urbano Constructo elaboró el mural Flor y Fruto en la Facultad de Ciencias Políticas y Sociales de la Universidad Nacional Autónoma de México (UNAM).